# Microsaccus borneensis
Microsaccus borneensis är en orkidéart som beskrevs av Johannes Jacobus Smith. Microsaccus borneensis ingår i släktet Microsaccus och familjen orkidéer. Inga underarter finns listade i Catalogue of Life.